# Боштьян Кліне
Боштьян Кліне (9 березня 1991 , Марибор ) - словенський гірськолижник. Призер етапів Кубка світу. Найуспішніше виступає у швидкісних дисциплінах.

## Спортивна кар'єра
У міжнародних змаганнях під егідою FIS Боштьян Кліне дебютував наприкінці 2006 року. Три роки по тому дебютував у Кубку світу, на етапі у Валь-д'Ізері.
2010 року на чемпіонаті світу серед молоді виборов бронзову медаль у швидкісному спуску.  Рік по тому на першості в Кран-Монтані виграв обидві швидкісні дисципліни. Тоді ж дебютував на дорослому чемпіонаті світу, замкнувши тридцятку найсильніших у супергіганті.
У сезоні 2015-2016 Кліне вперше зійшов на п'єдестал пошани на етапі Кубка світу: 30 січня 2016 року в Гарміш-Партенкірхені він посів 2-ге місце у швидкісному спуску. Він довгий час лідирував і поступився лише норвежцю Омодту Кільде, для якого ця перемога стала першою в кар'єрі. Наприкінці лютого словенець став другим у супергіганті на етапі в австрійському Гінтерштодері, і тут він поступився лише Омодту Кільде.

## Результати в Кубку світу
Усі результати наведено за даними Міжнародної федерації лижного спорту.
| Сезон | Вік | Загальний залік | Слалом | Гігантський слалом | Супергігант | Швидкісний спуск | Гірськолижна комбінація |
| ----- | --- | --------------- | ------ | ------------------ | ----------- | ---------------- | ----------------------- |
| 2010  | 18  | —               | —      | —                  | —           | —                | —                       |
| 2011  | 19  | 130             | —      | —                  | 61          | 45               | —                       |
| 2012  | 20  | 135             | —      | —                  | 54          | —                | —                       |
| 2013  | 21  | 120             | —      | —                  | 47          | 50               | —                       |
| 2014  | 22  |                 |        |                    |             |                  |                         |
| 2015  | 23  | 101             | —      | —                  | 44          | 39               | —                       |
| 2016  | 24  | 24              | —      | —                  | 14          | 17               | 30                      |
| 2017  | 25  | 20              | —      | —                  | 11          | 10               | —                       |
| 2018  | 26  | 71              | —      | —                  | 26          | 36               | 28                      |
| 2019  | 27  | 86              | —      | —                  | 22          | 57               | —                       |
| 2020  | 28  | 126             | —      | —                  | 33          | —                | —                       |
| 2021  | 29  | 81              | —      | —                  | 32          | 29               | —                       |

Станом на 17 січня 2021

### П'єдестали в окремих заїздах
- 1 перемога – (1 ШС)
- 3 п'єдестали – (2 ШС, 1 СГ)

| Сезон | Дата           | Місце проведення      | Дисципліна       | Місце |
| ----- | -------------- | --------------------- | ---------------- | ----- |
| 2016  | 30 січня 2016  | Ґарміш, Німеччина     | Швидкісний спуск | 2-ге  |
| 2016  | 27 лютого 2016 | Гінтерштодер, Австрія | Супергігант      | 2-ге  |
| 2017  | 24 лютого 2017 | Kvitfjell, Норвегія   | Швидкісний спуск | 1-ше  |

## Результати на чемпіонатах світу
Усі результати наведено за даними Міжнародної федерації лижного спорту.
| Рік  | Вік | Слалом | Гігантський слалом | Супергігант | Швидкісний спуск | Гірськолижна комбінація |
| ---- | --- | ------ | ------------------ | ----------- | ---------------- | ----------------------- |
| 2013 | 21  | —      | —                  | 30          | НФ               | Диск.1                  |
| 2015 | 23  | —      | —                  | НФ          | 33               | Диск.1                  |
| 2017 | 25  | —      | —                  | НФ          | 7                | —                       |
| 2019 | 27  | —      | —                  | НФ          | 20               | НФ2                     |
| 2021 | 29  |        |                    | 24          |                  |                         |

## Результати на Олімпійських іграх
Усі результати наведено за даними Міжнародної федерації лижного спорту.
| Рік  | Вік | Слалом | Гігантський слалом | Супергігант | Швидкісний спуск | Гірськолижна комбінація |
| ---- | --- | ------ | ------------------ | ----------- | ---------------- | ----------------------- |
| 2018 | 26  | —      | —                  | 10          | 27               | НС2                     |